# 29.º Regimiento de Caza de la Luftwaffe
El 29.° Regimiento de Caza de la Luftwaffe (29. Luftwaffen-Jäger-Regiment) fue una unidad de la Luftwaffe durante la Segunda Guerra Mundial.

## Historia
Fue formado en octubre de 1942 en el sur de Rusia (área de Salsk). En marzo de 1943 absorbe los restos de la 7.ª División de Campo de la Luftwaffe. Disuelta el 1 de noviembre de 1943 debido a las fuertes pérdidas en Taganrog. Los restos se incorporaron en el 336.ª División de Infantería.

## Comandantes
- Coronel Konstantin von Braun - (octubre de 1942)
- Coronel Freiherr von Bieberstein – (1943)

## Orden de Batalla
Organización:
- I Grupo/1.ª Escuadra, 2.ª Escaudra, 3.ª Escuadra, 4.ª Escuadra
- II Grupo/5.ª Escuadra, 6.ª Escuadra, 7.ª Escuadra, 8.ª Escuadra
- III Grupo/9.ª Escuadra, 10.ª Escuadra, 11.ª Escuadra, 12.ª Escuadra

## Servicios
- ? – 1943: bajo la 15.ª División de Campo de la Luftwaffe.